# Якши-Бай
Якши-Бай (тат. Яхшыбай) — деревня в Азнакаевском районе Татарстана. Входит в состав Масягутовского сельского поселения.

## География
Находится в юго-восточной части Татарстана на расстоянии приблизительно 19 км к северо-западу по прямой от районного центра города Азнакаево и в 5,5 км по автодорогам к западу от центра сельсовета, села Масягутово.

## История
Основана в начале 1920-х годов в составе Алькеевской волости Бугульминского кантона ТАССР. С 10 августа 1930 года — в Мясогутовском сельсовете Тумутукского района, проживали татары. С 20 октября 1931 года — в Азнакаевском районе. В то время был образован колхоз «Нур».
В 1948 году — посёлок в Масгутовском сельсовете того же района, в населении также преобладали татары. В 1950 году посёлок вошёл в состав колхоза им. Молотова села Масягутово, который в 1957 году был переименован в колхоз «40 лет Октября».
С 1 февраля 1963 года по 12 января 1965 года — в Альметьевском сельском районе, затем вновь в Азнакаевском районе.
В начале 1990-х был образован СХПК «Масягут», в 1997—2002 годах деревня была в составе самостоятельного колхоза «Яхши-Бай», затем вновь в СХПК «Масягут». С 2009 года вошла в состав ООО «Агрофирма «Азнакай».

## Население
По переписи 2021 года в деревне проживало 73 человека, из них 65 татар, 7 русских и 1 азербайджанец. При этом 69 человек использовали русский язык, 61 человек — татарский язык.
По состоянию на начало 2017 года в деревне проживало 70 человек, из них 6 детей, 7 человек трудоспособного и 57 старше трудоспособного возраста. Площадь жилого фонда составляла 4,65 тыс. м².
| 1922 | 1926 | 1938 | 1949 | 1958 | 1970 | 1979 | 1989 | 2002 | 2010 | 2021 |
| ---- | ---- | ---- | ---- | ---- | ---- | ---- | ---- | ---- | ---- | ---- |
| 203  | 225  | 230  | 179  | 175  | 195  | 236  | 82   | 72   | 71   | 73   |

По переписи 2010 года в деревне проживал 71 человек (36 мужчин, 35 женщин).
В 2002 году — 72 человека (30 мужчин, 42 женщины), татары (100 %).
По переписи 1989 года также преобладали татары.

## Инфраструктура
Деревня электрифицирована и газифицирована, централизованное водоснабжение отсутствует. Дорога до деревни асфальтирована, единственная улица — Лесная — также асфальтирована и имеет протяжённость 1,07 км. К востоку от деревни имеются полуразрушенные ферма КРС и два загона для скота. Также есть мусульманское кладбище (0,4255 га, заполнено на 80 %).